# Auxelles-Haut
Auxelles-Haut je francouzská obec ležící v departementu Belfort, kantonu Giromagny.